# Großer Preis der Emilia-Romagna 2023
Der Große Preis der Emilia-Romagna 2023 hätte am 21. Mai auf dem Autodromo Enzo e Dino Ferrari in Imola stattfinden sollen und wäre das sechste Rennen der Formel-1-Weltmeisterschaft 2023 gewesen. Am 17. Mai wurde der Grand Prix wegen starker Regenfälle abgesagt.

## Bericht

### Hintergründe
Im Vorfeld häuften sich Regenfälle und Überschwemmungen in ganz Italien. Deshalb wurde am 16. Mai nach einem Anstieg des Santerno das gesamte Formel-1-Personal angewiesen, das Fahrerlager zu verlassen. Das Italienische Ministerium forderte eine Verschiebung des Rennens. Am 17. Mai gab die Formel 1 die Absage des Grand-Prix-Wochenendes bekannt. Nachdem das Rennen abgesagt worden war, stellte sich heraus, dass auch die Strecke überflutet war.
Im Qualifying hätte erstmals ein neues Reglement gegolten, nach dem in Q1 nur harte Reifen, in Q2 nur mittlere Reifen und in Q3 nur weiche Reifen verwendet werden dürfen. Max Verstappen führte die Fahrerwertung mit 14 Punkten vor Sergio Pérez und 44 Punkten vor Fernando Alonso an.
Red Bull Racing führte in der Konstrukteurswertung mit 122 Punkten vor Aston Martin und mit 128 Punkten vor Mercedes (96) an. Mit Max Verstappen (zweimal) und Lewis Hamilton (einmal) waren zwei ehemalige Sieger zu dem Rennen gemeldet.

## Meldeliste
| Team                                  | Nr. | Fahrer           | Chassis                           | Motor                             | Reifen |
| ------------------------------------- | --- | ---------------- | --------------------------------- | --------------------------------- | ------ |
| Oracle Red Bull Racing                | 01  | Max Verstappen   | Red Bull Racing RB19              | Honda RBPTH001                    | P      |
| Oracle Red Bull Racing                | 11  | Sergio Pérez     | Red Bull Racing RB19              | Honda RBPTH001                    | P      |
| Scuderia Ferrari                      | 16  | Charles Leclerc  | Ferrari SF-23                     | Ferrari 066/10                    | P      |
| Scuderia Ferrari                      | 55  | Carlos Sainz jr. | Ferrari SF-23                     | Ferrari 066/10                    | P      |
| Mercedes-AMG Petronas F1 Team         | 63  | George Russell   | Mercedes-AMG F1 W14 E Performance | Mercedes-AMG F1 M14 E Performance | P      |
| Mercedes-AMG Petronas F1 Team         | 44  | Lewis Hamilton   | Mercedes-AMG F1 W14 E Performance | Mercedes-AMG F1 M14 E Performance | P      |
| BWT Alpine F1 Team                    | 31  | Esteban Ocon     | Alpine A523                       | Renault E-Tech RE23               | P      |
| BWT Alpine F1 Team                    | 10  | Pierre Gasly     | Alpine A523                       | Renault E-Tech RE23               | P      |
| McLaren F1 Team                       | 81  | Oscar Piastri    | McLaren MCL60                     | Mercedes-AMG F1 M14 E Performance | P      |
| McLaren F1 Team                       | 04  | Lando Norris     | McLaren MCL60                     | Mercedes-AMG F1 M14 E Performance | P      |
| Alfa Romeo F1 Team Stake              | 77  | Valtteri Bottas  | Alfa Romeo C43                    | Ferrari 066/10                    | P      |
| Alfa Romeo F1 Team Stake              | 24  | Zhou Guanyu      | Alfa Romeo C43                    | Ferrari 066/10                    | P      |
| Aston Martin Aramco Cognizant F1 Team | 18  | Lance Stroll     | Aston Martin AMR23                | Mercedes-AMG F1 M14 E Performance | P      |
| Aston Martin Aramco Cognizant F1 Team | 14  | Fernando Alonso  | Aston Martin AMR23                | Mercedes-AMG F1 M14 E Performance | P      |
| MoneyGram Haas F1 Team                | 20  | Kevin Magnussen  | Haas VF-23                        | Ferrari 066/10                    | P      |
| MoneyGram Haas F1 Team                | 27  | Nico Hülkenberg  | Haas VF-23                        | Ferrari 066/10                    | P      |
| Scuderia AlphaTauri                   | 21  | Nyck de Vries    | AlphaTauri AT04                   | Honda RBPTH001                    | P      |
| Scuderia AlphaTauri                   | 22  | Yuki Tsunoda     | AlphaTauri AT04                   | Honda RBPTH001                    | P      |
| Williams Racing                       | 23  | Alexander Albon  | Williams FW45                     | Mercedes-AMG F1 M14 E Performance | P      |
| Williams Racing                       | 02  | Logan Sargeant   | Williams FW45                     | Mercedes-AMG F1 M14 E Performance | P      |